# Сантамария, Марио
Марио Сантамария (исп. Mario Santamaría; род. 30 сентября 1950, Эль-Лимон) — никарагуанский боксёр. Участник летних Олимпийских игр 1968 года.

## Биография
Эрмес Сильва родился 30 сентября 1950 года в никарагуанской деревне Эль-Лимон.
В 1968 году вошёл в состав сборной Никарагуа на летних Олимпийских играх в Мехико. В весовой категории до 57 кг в 1/16 финала единогласным решением судей проиграл Аурелу Симиону из Румынии — 0:5.
В 1970—1974 годах выступал на профессиональном ринге, однако провёл за этот период только два поединка. Дебютный бой провёл в июне 1970 года в Стоктоне против Эли Яреса с Филиппин и потерпел поражение. Во втором поединке в марте 1974 года в Манагуа победил Айзека Марина из Коста-Рики техническим нокаутом.